# Gottfried Achenwall
Gottfried Achenwall (1719 - 1772) était un économiste allemand. Il est considéré comme un des inventeurs de la statistique dont il inventa le nom.

## Biographie
Né le 20 octobre 1719 à Elbing, en Prusse, mort à Göttingen le 1er mai 1772, il professe, d'abord à Marbourg, puis à Göttingen, l'histoire et le droit de la nature et des gens (1746). Schlözer fut son élève.
Il a publié la Constitution des royaumes et États de l'Europe en 1748, puis Jus Naturae en 1755-1756. Kant a commenté de façon critique ce dernier ouvrage : il attaque notamment ses thèses sur le droit du peuple à se rebeller.[réf. nécessaire]
Selon le Dictionnaire Bouillet, Gottfried Achenwall est celui qui créa le concept de statistique ainsi que son nom.

## Publications
- Constitution des royaumes et États de l'Europe (1748)
- Jus Naturae, 2 vol., 1755–56 ff, edition VII en 1781 préfacé par Johann Henrick Christian de Selchow[2].